# 비밀의 남자
《비밀의 남자》는 비밀 첫 번째 시리즈로, 2020년 9월 7일부터 2021년 2월 10일까지 방영된 한국방송공사 2TV 일일연속극이다.

## 방송 시간
| 방송 채널 | 방송 기간                                             | 방송 시간                  | 방송 분량 |
| --------- | ----------------------------------------------------- | -------------------------- | --------- |
| KBS 2TV   | 2020년 9월 7일 ~ 2021년 2월 10일 [1회~105회] (본방송) | 매주 평일 저녁 7:50 ~ 8:30 | 40분      |

## 등장인물
- (†) 표시는 드라마 상에서 최종적으로 사망한 인물이다.

### 주요 인물
- 강은탁 : 이태풍 / 유민혁 (33세) 역 (아역 : 조용진) - 이 드라마의 남주인공. 어린 시절 사고로 7세 지능을 갖고 있던 순수한 청년 → 검사 → DL그룹 법무팀장 → 검사, 유라의 전남편. 죽은 동호(민우)의 양아버지. 유정의 연인
- 엄현경 : 한유정 / 차유정 (31세) 역 (아역 : 김다인) - 이 드라마의 여주인공. 아르바이트생 → DL그룹 마케팅팀 직원. 대철과 숙자의 양딸. 유라의 양동생. 유명의 양누나. 지숙과 우석의 친딸. 죽은 동호(민우)의 이모 → 양어머니. 태풍의 연인
- 이채영 : 한유라 (31세) 역 (아역 : 윤서진) - 이 드라마의 서브 여주인공이자 메인 빌런. 대철과 숙자의 딸. 유정의 이란성 쌍둥이 언니 → 유정의 양언니. 준석의 연인 → 이별 → 태풍의 아내 → 이혼 → 죽은 서준의 아내 → 이혼. 죽은 동호(민우)의 생모. 스탠퍼드 대학교 대학원 가짜 졸업생. 춘천방송 라디오 리포터 → KBC 간판 아나운서 → DL 장애인복지재단 부이사장 → 서준을 차로 치고 도망친 장본인 → 수감자이자 백혈병 환자. 엘란트라
- 이시강 : 차서준 (31세) 역 (아역 : 최윤우) † - 이 드라마의 서브 남주인공. DL그룹 후계자. 기획본부장. 유라의 전 남편. 유명의 전 매형. 유정과 이복남매. 태풍을 구하기 위해 유라의 차에 치여 사망 (6회 ~ 105회)

### 태풍네 사람들
- 이일화 : 윤수희 / 서지숙 역 - 우석의 첫사랑. 유정의 생모. 상현의 전처. 기억상실증 환자
- 김채빈 : 강예진 역 - 수희와 죽은 상현의 딸. 유정의 이부 여동생, DL그룹 마케팅팀 직원
- 이명호 : 강상태 역 - 죽은 상현의 이복동생. 유도 금메달리스트 출신. 강력계 형사 → 해임 후 횟집 운영 → 형사 복직

### 유정-유라네 사람들
- 최재성 : 한대철 역 - 유정의 양아버지. 유라와 유명의 친아버지. 과거 태풍네 운전기사. 죽은 동호(민우)의 외할아버지.
- 김은수 : 여숙자 역 - 유정의 양어머니. 유라와 유명의 친어머니. 과거 태풍네 가사 도우미. 죽은 동호(민우)의 외할머니.
- 장태훈 : 한유명 역 (아역 : 조이안) - 유정의 양남동생. 유라의 친남동생. 연기자 지망생 → 배우. 서준의 전 처남. 죽은 동호(민우)의 외삼촌.
- 서우진 : 한동호 / 이민우 / 최민우 역 † - 준석과 유라의 친아들. 유정과 태풍의 양아들. 백혈병으로 사망 (21회 ~ 72회, 105회)

### 서준네 사람들
- 홍일권 : 차우석 역 - 미리의 오빠. 서준의 아버지. 유정의 생부. DL그룹 회장. 수희의 첫사랑. 화연의 남편 → 화연의 전남편
- 김희정 : 주화연 역 - 이 드라마의 최종 보스. 서준의 어머니. 우석의 처. 미리의 새언니. DL 장애인복지재단 이사장. 강상현 살인사건 진범, 이경혜 살인사건 교사범 → 우석의 전처. 수감자
- 김윤경 : 차미리 역 - 우석의 여동생. 죽은 서준과 유정의 고모. 상태의 연인.
- 이정용 : 구천수 역 - DL그룹 비서실장, 화연의 심복. 대철의 고향 동생. 강상현 살인사건 공범, 이경혜 살인사건 진범.

### 그 외 인물
- 백재진 : 심부름센터 직원 역 - 유라의 심복 (특별 출연)
- 김중돈 : 백민원 역 - DL그룹 마케팅팀 팀장
- 최지영 : 엄해수 역 - DL그룹 마케팅팀 직원, 유정과 예진의 선배
- 나우호 : 송진호 역 - DL그룹 마케팅팀 직원, 유정과 예진의 선배
- 서광재 : 신현식 역 - 강남경찰서장
- 김광인 : 경혜 담당 의사 역
- 서진욱 : 수희 담당 의사 역
- 표장석 : 서준의 친구 역 - 백화점 매장 직원
- 임투철 : 박상철 역 - 화연이 매수해서 거짓 목격 증언한 인터넷 방송인
- 김상현 : 최철수 역 - 유명의 친구
- 임재근 : 기자 역
- 김진서 : 이동엽 역 - 태풍과 함께 일한 수사관
- 한해림 : 김 작가 역 - KBC 방송국 작가
- 최영 : 나 검사 역
- 송승하 : 유라의 동료 아나운서 역
- 김가란 : 유라의 동료 아나운서 역
- 하민 : 청담여사 역 - 결혼정보회사 직원
- 박용 : 박 상무 역
- 우용희 : 김 비서 역 - 죽은 서준의 비서
- 김상일 : 고 사장 역
- 문주원 : 경민 역 - 고 사장의 아들
- 이택근 : 고 사장의 비서 역
- 이우석 : 유라의 가짜 아버지 역
- 전은미 : 전웅산업 대표 아내 역
- 이병훈 : 강완석 역 - 경혜에게 누명을 씌운 검사
- 윤송아 : 신소영 역 - 배우
- 박지안 : 엄명희 역 - 철수의 여자친구
- 황범식 : 주설 역 - 전통염색 기술자
- 한태일 : 황진성 역 - 전통염색 기술자
- 최왕순 : 유현동 역
- 변우종 : 장성철 역 - 태풍의 친구, 스탠퍼드 대학 출신 검사
- 유용 : 이혁재 역 - 태풍의 친구, 강남경찰서 형사
- 고태영 : 형사 역
- 김경민 : 박태수 역 - 사망한 민혁의 고교 동창, 보험회사 직원
- 박도빈 : 정지훈 역 - 동호 옆 침대의 아이
- 반상윤 : 최동식 역
- 박도유 : 서준의 이혼 변호사 역
- 최민금 : 숙자의 이모 역
- 김한규 : 박진수 역 - 천수의 사주로 상태에게 뇌물 누명을 씌운 장본인
- 홍승범 : 민 변호사 역 - 화연 측 변호사
- 윤덕용 : 김봉완 역 - 죽은 서준의 할아버지 지인
- 나석민 : 우석 병실 문지기 역
- 이성재 : 차우석 담당 의사 역
- 박성균 : 한유라 담당 의사 역
- 조남희 : 판사 역
- 김현아
- 윤여학
- 황주호
- 김민체
- 우성현
- 김다인
- 윤서진
- 조이안
- 원종철
- 홍예지
- 이우주
- 김재흠
- 강단비
- 천석기
- 이범찬
- 김호
- 이성준
- 김숙희
- 서주환
- 김홍부
- 양진선
- 지수한
- 이성일
- 엄혜수
- 이율
- 이수정
- 정승우
- 전재현
- 변경록
- 한상철
- 한지은
- 정희영
- 이무녕
- 김보민
- 용진
- 천우영
- 곽나연
- 김동하
- 송하현
- 정희영
- 이도형
- 최이호
- 유필란
- 홍상현
- 박정상
- 옥주리
- 김성우
- 서동규
- 최요운
- 조세필
- 황윤걸
- 송창곤
- 오도훈
- 봉승호
- 황윤주
- 양하윤
- 정예서
- 김대국
- 장문석
- 이규섭
- 김온림
- 심지연
- 조현진
- 원종선
- 강철성
- 한여울
- 오채은
- 정지민
- 신선희
- 유병선
- 배유리
- 김문찬
- 변건우
- 윤관우
- 이승철
- 공이연
- 김진국
- 강은희
- 정승우
- 동윤석
- 강운
- 김희수
- 윤호식
- 오승찬
- 이상희
- 김인철
- 강문경
- 심영민
- 김연희
- 조재환
- 홍유진
- 권반석
- 송진희

### 특별 출연
- 양미경 : 이경혜 역 (1회 ~ 19회) †

태풍의 어머니. 춘천 식품 유통업체 사장. 혈액암 3기 환자.
- 이진우 : 강상현 역 (1회 ~ 16회) †

수희의 남편이자 예진의 아버지. 상태의 이복형.
- 홍석천 : 라디오 PD 역 (1회 ~ 3회)

라디오 PD. 유라의 라디오 진행 실력을 칭찬해주고 DJ 오디션 합격을 응원해준다. 또한, 유라에게 준석이 재벌이라는 헛소문을 전한다.
- 윤다영 : 박나영 역 (1회 ~ 2회, 8회, 29회 ~ 30회, 53회 ~ 55회)

유라의 동창으로 부잣집 딸.
- 박현정 : 미아정 역 (1회)

피아니스트. DJ가 되기 위해 유라가 인터뷰를 따야 했던 거물로, 유라가 리포터로 라디오 단독 인터뷰를 진행하였다.
- 이루 : 최준석 역 (1회 ~ 10회, 15회 ~ 16회, 72회 ~ 75회, 102회 ~ 마지막회)

유라의 전 남자친구이자 민우의 생부. 지석의 형. 춘천 방송국 라디오 PD.
- 김현숙 : 나영 모 역 (2회, 8회)

자신의 딸을 위해서라면 악행을 서슴없이 저지르는 인물. 방송국 국장과의 인맥으로 유라 대신 나영이 라디오 DJ 오디션에 합격하게 한다. 이에 화가 난 유라가 딸 나영을 폭행한 것을 알게 되고 엘리베이터에서 유라의 뺨을 때리고 협박한다. 이후 유라의 도발에 넘어가 나영을 폭행한 유라에게 보복을 하다 경혜에게 들키게 된다. 경혜가 자신의 동생과 거래를 끊는다고 하자 무릎을 꿇고 사과하지만 나영의 외삼촌과 같이 몰락한다.
- 이주은 : 송지연 역 (3회 ~ 4회)

태풍의 맞선녀
- 김도경 : 최지석 역 (8회 ~ 11회)

준석의 동생. 경혜의 새로운 운전 기사. 민우의 삼촌.
- 로미나 : 외국인 여성 역 (20회)

태풍과 같은 병원에 입원한 외국인 여성.
- 배도환 : 여봉준 역 (28회 ~ 마지막회)

숙자의 오빠. 하와이에서 귀국. 숙자와 같이 거주. 대철과는 같은 고향 출신으로 죽이 잘 맞는다. 수희가 경영하는 횟집 '어사출도'의 주방장으로 일한다.
- 류지광 : 류지광 역 (74회)

DL그룹 모델.
- 이상준 : 배달원 역 (99회)

유명에게 돈까스를 배달하는 이백장돈까스 배달원.

## 시청률
최저 시청률과 최고 시청률은 시청률 조사회사와 지역별로 시청률에 차이가 있을 수 있습니다.
| 2020년      | 2020년      | 2020년          | 2020년          | 2020년        |
| 회차        | 방송일      | TNmS 시청률     | AGB 시청률      | AGB 시청률    |
| 회차        | 방송일      | 대한민국 (전국) | 대한민국 (전국) | 서울 (수도권) |
| ----------- | ----------- | --------------- | --------------- | ------------- |
| 제1회       | 9월 7일     | 14.0%           | 10.4%           | 9.3%          |
| 제2회       | 9월 8일     | 12.9%           | 11.1%           | 10.7%         |
| 제3회       | 9월 9일     | 14.0%           | 11.4%           | 9.8%          |
| 제4회       | 9월 10일    | 13.8%           | 10.7%           | 9.3%          |
| 제5회       | 9월 11일    | 13.9%           | 11.4%           | 10.1%         |
| 제6회       | 9월 14일    | 14.1%           | 11.0%           | 9.7%          |
| 제7회       | 9월 15일    | 14.8%           | 12.6%           | 10.9%         |
| 제8회       | 9월 16일    | 15.8%           | 12.9%           | 11.3%         |
| 제9회       | 9월 17일    | 14.9%           | 13.0%           | 10.9%         |
| 제10회      | 9월 18일    | 14.3%           | 12.0%           | 10.0%         |
| 제11회      | 9월 21일    | 15.0%           | 12.3%           | 10.7%         |
| 제12회      | 9월 22일    | 14.9%           | 12.1%           | 10.4%         |
| 제13회      | 9월 23일    | 14.8%           | 11.7%           | 10.0%         |
| 제14회      | 9월 24일    | 14.1%           | 12.1%           | 10.4%         |
| 제15회      | 9월 25일    | 13.3%           | 11.2%           | 9.4%          |
| 제16회      | 9월 28일    | 12.7%           | 11.1%           | 10.2%         |
| 제17회      | 9월 29일    | 13.6%           | 10.9%           | 9.2%          |
| 제18회      | 9월 30일    | 13.0%           | 11.4%           | 9.8%          |
| 제19회      | 10월 5일    | 14.2%           | 11.8%           | 10.3%         |
| 제20회      | 10월 6일    | 14.2%           | 13.1%           | 12.0%         |
| 제21회      | 10월 7일    | 15.8%           | 14.3%           | 12.2%         |
| 제22회      | 10월 8일    | 17.0%           | 14.4%           | 13.0%         |
| 제23회      | 10월 9일    | 15.2%           | 13.5%           | 11.4%         |
| 제24회      | 10월 12일   | 14.8%           | 15.1%           | 13.6%         |
| 제25회      | 10월 13일   | 16.7%           | 15.1%           | 13.8%         |
| 제26회      | 10월 14일   | 16.2%           | 14.8%           | 13.1%         |
| 제27회      | 10월 15일   | 16.1%           | 14.5%           | 12.6%         |
| 제28회      | 10월 19일   | 16.4%           | 14.2%           | 12.3%         |
| 제29회      | 10월 20일   | 17.0%           | 14.5%           | 12.4%         |
| 제30회      | 10월 21일   | 15.8%           | 14.6%           | 11.6%         |
| 제31회      | 10월 22일   | 16.0%           | 15.5%           | 13.7%         |
| 제32회      | 10월 23일   | 16.6%           | 15.2%           | 13.2%         |
| 제33회      | 10월 26일   | 16.4%           | 15.1%           | 13.2%         |
| 제34회      | 10월 27일   | 16.9%           | 15.0%           | 13.0%         |
| 제35회      | 10월 28일   | 17.1%           | 14.8%           | 12.6%         |
| 제36회      | 10월 29일   | 17.6%           | 15.5%           | 13.5%         |
| 제37회      | 10월 30일   | 17.4%           | 14.8%           | 13.1%         |
| 제38회      | 11월 3일    | 18.0%           | 15.9%           | 14.6%         |
| 제39회      | 11월 4일    | 17.0%           | 14.7%           | 12.3%         |
| 제40회      | 11월 6일    | 16.0%           | 13.9%           | 11.7%         |
| 제41회      | 11월 9일    | 16.8%           | 15.0%           | 12.7%         |
| 제42회      | 11월 11일   | 16.8%           | 15.0%           | 13.1%         |
| 제43회      | 11월 12일   | 16.0%           | 14.8%           | 12.7%         |
| 제44회      | 11월 13일   | 16.6%           | 14.7%           | 12.6%         |
| 제45회      | 11월 16일   | 17.9%           | 15.1%           | 12.9%         |
| 제46회      | 11월 17일   | 14.5%           | 15.0%           | 13.1%         |
| 제47회      | 11월 18일   | 18.7%           | 15.5%           | 13.2%         |
| 제48회      | 11월 19일   | 18.3%           | 16.4%           | 14.3%         |
| 제49회      | 11월 23일   | 17.8%           | 16.0%           | 13.9%         |
| 제50회      | 11월 25일   | 17.7%           | 16.1%           | 14.3%         |
| 제51회      | 11월 26일   | 18.3%           | 15.9%           | 13.4%         |
| 제52회      | 11월 27일   | 17.6%           | 15.9%           | 14.7%         |
| 제53회      | 11월 30일   | 17.5%           | 17.0%           | 15.0%         |
| 제54회      | 12월 1일    | 17.4%           | 17.1%           | 14.5%         |
| 제55회      | 12월 2일    | 18.1%           | 16.7%           | 14.2%         |
| 제56회      | 12월 3일    | 19.5%           | 17.0%           | 15.2%         |
| 제57회      | 12월 4일    | 18.1%           | 16.8%           | 14.6%         |
| 제58회      | 12월 7일    | 19.6%           | 17.3%           | 15.0%         |
| 제59회      | 12월 8일    | 21.1%           | 17.4%           | 15.1%         |
| 제60회      | 12월 9일    | 20.1%           | 17.7%           | 15.4%         |
| 제61회      | 12월 10일   | 19.9%           | 17.5%           | 15.3%         |
| 제62회      | 12월 11일   | 19.6%           | 16.8%           | 15.1%         |
| 제63회      | 12월 14일   | 19.6%           | 17.7%           | 15.1%         |
| 제64회      | 12월 15일   | 20.1%           | 18.5%           | 16.5%         |
| 제65회      | 12월 16일   | 19.8%           | 17.9%           | 15.6%         |
| 제66회      | 12월 17일   | 18.9%           | 17.9%           | 16.0%         |
| 제67회      | 12월 18일   | 17.8%           | 17.9%           | 16.1%         |
| 제68회      | 12월 21일   | 19.3%           | 18.8%           | 16.6%         |
| 제69회      | 12월 22일   | 21.1%           | 18.8%           | 16.4%         |
| 제70회      | 12월 23일   | 19.6%           | 18.5%           | 16.2%         |
| 제71회      | 12월 24일   | 19.3%           | 17.8%           | 15.9%         |
| 제72회      | 12월 25일   | 20.0%           | 17.9%           | 16.0%         |
| 제73회      | 12월 28일   | 12.0%           | 19.8%           | 17.5%         |
| 제74회      | 12월 29일   | 20.8%           | 19.5%           | 17.0%         |
| 제75회      | 12월 30일   | 18.3%           | 19.1%           | 16.9%         |
| 제76회      | 12월 31일   | 16.2%           | 18.3%           | 15.9%         |
| 2021년      |             |                 |                 |               |
| 제77회      | 1월 1일     | 20.4%           | 18.9%           | 17.0%         |
| 제78회      | 1월 4일     | 20.9%           | 19.1%           | 16.6%         |
| 제79회      | 1월 5일     | 22.0%           | 19.3%           | 16.9%         |
| 제80회      | 1월 6일     | 21.3%           | 18.7%           | 15.8%         |
| 제81회      | 1월 7일     | 21.8%           | 19.7%           | 16.8%         |
| 제82회      | 1월 8일     | 21.4%           | 20.1%           | 17.6%         |
| 제83회      | 1월 11일    | 20.2%           | 19.2%           | 17.5%         |
| 제84회      | 1월 12일    | 20.7%           | 19.6%           | 17.3%         |
| 제85회      | 1월 13일    | 21.1%           | 19.5%           | 16.9%         |
| 제86회      | 1월 14일    | 21.1%           | 18.8%           | 15.9%         |
| 제87회      | 1월 15일    | 20.8%           | 18.1%           | 15.4%         |
| 제88회      | 1월 18일    | 20.8%           | 19.3%           | 16.2%         |
| 제89회      | 1월 19일    | 22.1%           | 19.1%           | 16.7%         |
| 제90회      | 1월 20일    | 21.8%           | 18.9%           | 16.3%         |
| 제91회      | 1월 21일    | 21.6%           | 19.3%           | 16.8%         |
| 제92회      | 1월 22일    | 21.1%           | 19.8%           | 17.4%         |
| 제93회      | 1월 25일    | 20.8%           | 19.5%           | 17.3%         |
| 제94회      | 1월 26일    | 21.7%           | 20.4%           | 17.9%         |
| 제95회      | 1월 27일    | 21.7%           | 19.4%           | 17.1%         |
| 제96회      | 1월 28일    | 23.1%           | 19.4%           | 16.9%         |
| 제97회      | 1월 29일    | 22.5%           | 19.8%           | 17.3%         |
| 제98회      | 2월 1일     | 23.0%           | 20.1%           | 16.5%         |
| 제99회      | 2월 2일     | 23.4%           | 21.2%           | 18.9%         |
| 제100회     | 2월 3일     | 22.9%           | 20.2%           | 17.7%         |
| 제101회     | 2월 4일     | 21.2%           | 19.6%           | 17.0%         |
| 제102회     | 2월 5일     | 22.8%           | 19.9%           | 17.3%         |
| 제103회     | 2월 8일     | 22.2%           | 19.7%           | 17.1%         |
| 제104회     | 2월 9일     | 23.1%           | 20.5%           | 17.9%         |
| 제105회     | 2월 10일    | 22.4%           | 21.3%           | 18.7%         |
| 평균 시청률 | 평균 시청률 | 18.12%          | 16.32%          | 14.23%        |

## 연장
- 2021년 1월 6일 : 비밀의 남자 방영 분량이 100부작에서 5회 연장되어 105부작으로 변경되었다.

## 수상 및 후보
| 연도 | 시상식                         | 부문                        | 수상자        | 결과 |
| ---- | ------------------------------ | --------------------------- | ------------- | ---- |
| 2020 | KBS 연기대상                   | 일일드라마 부문 남자 우수상 | 강은탁        | 수상 |
| 2020 | KBS 연기대상                   | 일일드라마 부문 여자 우수상 | 이채영        | 수상 |
| 2020 | KBS 연기대상                   | 남자 청소년 연기상          | 서우진        | 후보 |
| 2020 | KBS 연기대상                   | 베스트 커플상               | 강은탁·엄현경 | 후보 |
| 2020 | KBS 연기대상                   | 남자 인기상                 | 이시강        | 후보 |
| 2020 | 제7회 아시아태평양 스타 어워즈 | 연속극 부문 남자 우수연기상 | 강은탁        | 후보 |
| 2020 | 제7회 아시아태평양 스타 어워즈 | 연속극 부문 여자 우수연기상 | 이채영        | 후보 |

## OST
- Part.1 최현준 (V.O.S) - 숨만 쉬는 나 (2020.09.17 발매)
- Part.2 팀 - 어깨에 기대 (2020.09.24 발매)
- Part.3 반광옥 - 사랑, 그 한번 (2020.12.02 발매)
- Part.4 성민 - 다행이야 (2020.12.10 발매)

## 참고 사항
- 여자 주인공이 중심이 되는 여타 KBS 2TV 저녁일일드라마와는 달리 본 작품은 남자 주인공 중심으로 전개되는 드라마이다. 과거 KBS 2TV 저녁일일드라마 중 남자 주인공 중심으로 이야기가 전개된 작품은 《내 남자의 비밀》, 《태양의 계절》 두 작품이다.
- 제목이 과거 2017년 ~ 2018년 KBS 2TV 저녁일일드라마 《내 남자의 비밀》과 유사하다.
- 이채영은 《뻐꾸기 둥지》, 《여름아 부탁해》에 이어 세 번째로 KBS 일일 드라마의 악역으로 출연하며, 2019년 KBS 1TV 저녁일일극 《여름아 부탁해》 종영 이후 11개월 만에 복귀했다.
- 이채영과 신창석 PD는 《천추태후》 이후 11년 만에 재회했다.
- 본 작품의 세 남녀 주인공 강은탁, 엄현경, 이채영은 과거 KBS 2TV 저녁일일드라마에 각각 한 번씩 출연한 이력이 있다.
- 강은탁, 이채영은 2013년에 개봉한 영화 《은밀하게 위대하게》 이후로 7년 만에 재회하였다.
- 강은탁, 김윤경, 이주은은 SBS 일일 드라마 《사랑은 방울방울》 종영 이후 3년 3개월 만에 재회하였다.
- 김희정, 이일화는 MBC 일일 드라마 《비밀과 거짓말》 종영 이후 1년 8개월 만에 재회하였다.
- 신창석 PD와 강은탁은 전작 2018년 KBS 2TV 저녁일일드라마 《끝까지 사랑》 종영 이후 1년 9개월 만에 재회하였다.
- 신창석 PD, 이채영은 2009년 KBS 2TV 대하드라마 《천추태후》 종영 이후 11년 만에 재회하였다.
- 신창석 PD, 최재성, 홍일권, 이명호, 배도환은 KBS 2TV TV소설 《꽃 피어라 달순아!》 종영 이후 2년 7개월 만에 재회하였다.
- 신창석 PD, 이정용은 KBS 1TV 대하드라마 《대왕의 꿈》 종영 이후 7년 3개월 만에 재회하였다.
- 신창석 PD, 이진우는 KBS 2TV TV소설 《일편단심 민들레》 종영 이후 5년 7개월 만에 다시 의기투합하게 되었다. 이진우는 두 작품 모두 특별 출연 형식으로 캐스팅 되었다.
- 100부작 위주 형식의 KBS 2TV 저녁일일드라마 중 105부작으로 유일무이하게 제일 긴 방송횟수이다.

## 같이 보기
- 대한민국의 텔레비전 드라마 목록 (ㅂ)
- 2020년 대한민국의 텔레비전 드라마 목록